# スペインによって救済される宗教
『スペインによって救済される宗教』（スペインによってきゅうさいされるしゅうきょう、伊: Religione salvata dalla Spagna, 西: La Religión socorrida por España, 英: Religion assisted by Spain）は、イタリアのルネサンス期のヴェネツィア派の巨匠ティツィアーノ・ヴェチェッリオが1572年から1575年に制作した絵画である。油彩。もともとフェラーラ公爵アルフォンソ1世・デステのために制作されていた神話画であったが、後に画面の構図をほとんど変更することなく、1571年のレパントの海戦でのスペイン国王フェリペ2世の戦勝を記念するために寓意的歴史画として描き直した。現在はマドリードのプラド美術館に所蔵されている。

## 制作経緯
1570年、オスマン帝国のセリム2世はキプロス遠征を行った。当時、キプロスを統治していたヴェネツィア共和国は防衛を試みたがスペイン王国は消極的であり、翌年8月にはファマグスタが陥落し、キリスト教圏からキプロスが失われた。ローマ教皇ピウス5世は危機感から反攻戦力の結集を呼びかけると、スペイン、ヴェネツィア、教皇庁を中心とする連合艦隊が結成された。1571年10月7日、ギリシャ西部のアカルナニア地方にある都市レパント（現ナフパクトス）の近海で、連合艦隊はオスマン帝国の艦隊と戦い、西洋史に残る歴史的な勝利を収めた。このレパントの海戦の勝利によって、スペインの海軍はその名声を大いに高め、この戦いに従軍し、負傷した詩人ミゲル・デ・セルバンテスは後にこの海戦を「かつてなかった最も偉大な一瞬」と回顧した。

## 作品

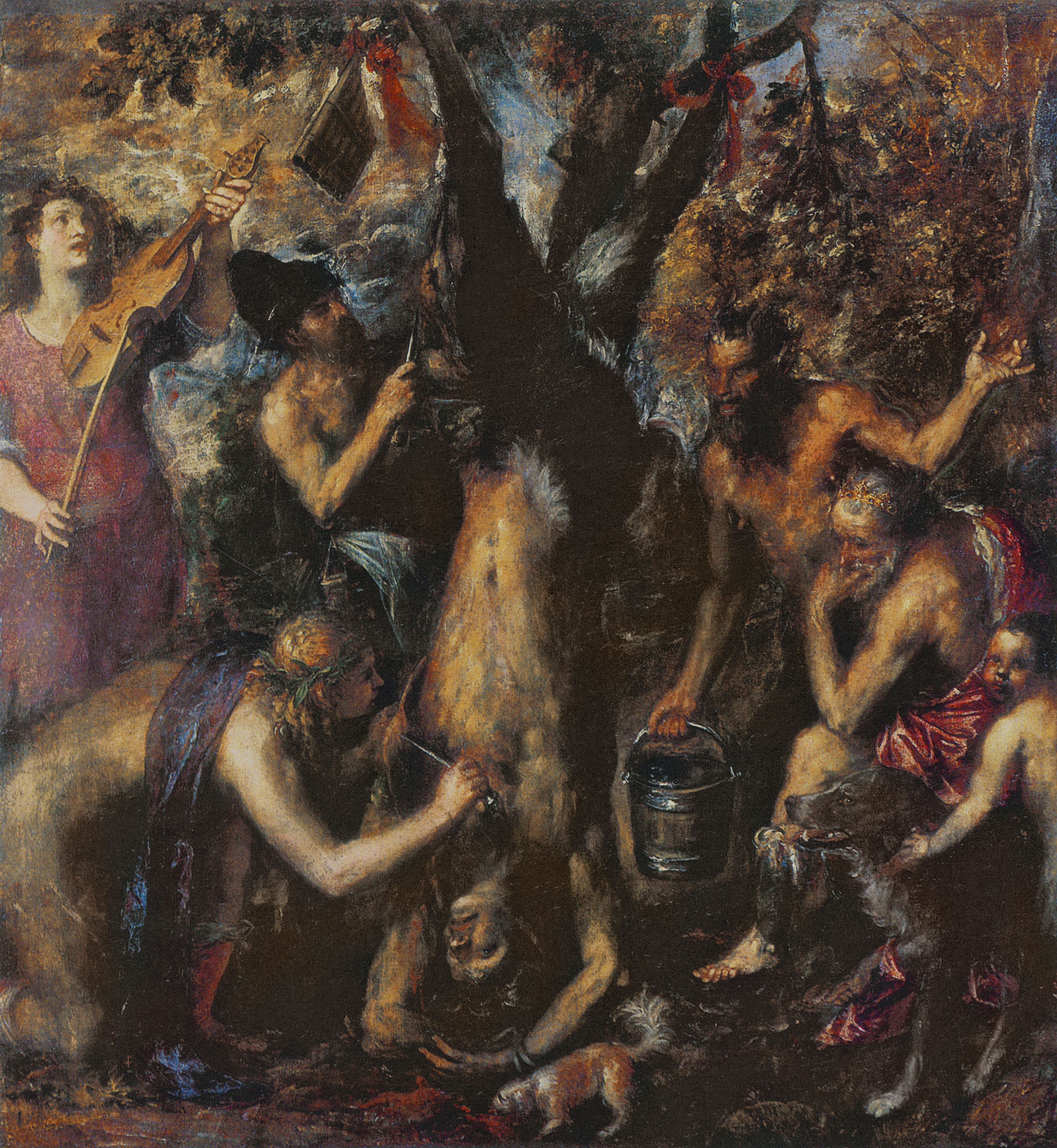
最晩年の代表作『マルシュアスの皮剥ぎ』。一説によるとファマグスタが陥落した際に残虐な殺され方をした、ヴェネツィアの指揮官マルコ・アントニオ・ブラガディンにインスピレーションを得て制作された。

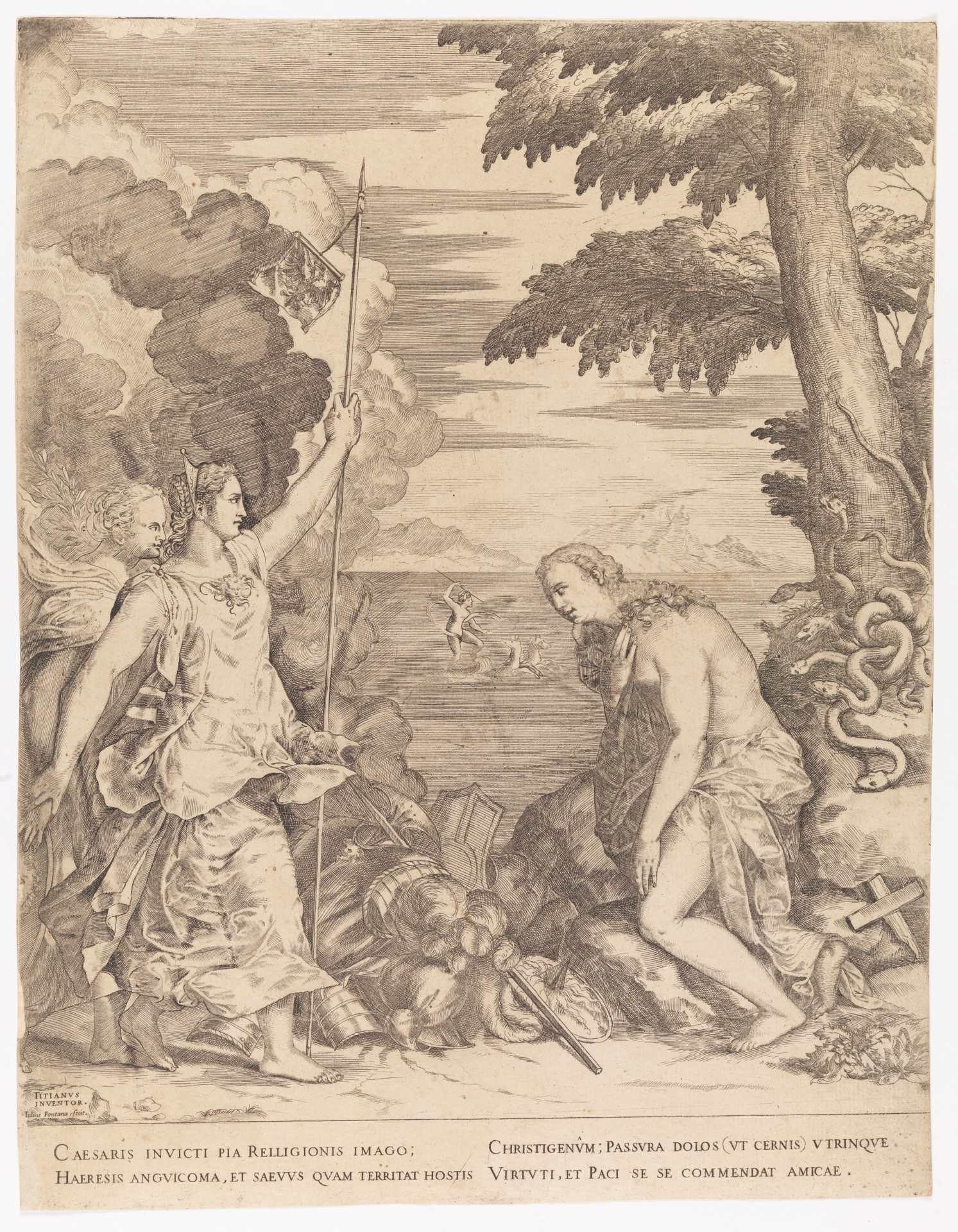
現存しないティツィアーノの作品に基づく、ジュリオ・フォンタナの版画『帝国によって救われた宗教』。ティツィアーノのより古い構想を残していると考えられている。1568年頃。

ティツィアーノは擬人化された寓意像によって、キリスト教の守護者としてのスペインの勝利を讃えている。胸当てを身に着け、左手の槍を掲げ、盾で武装した女性像が、剣を持った女性像や甲冑を身に着けた男を引き連れながら、堂々とした態度で画面左に現れている。彼女の眼前には青い衣を身にまとった半裸の女性像がいて、彼女に対して身をかがんでいる。その一方、画面右端の木には蛇が巻き付いており、またトルコ人の衣装を身にまとった男性像が2頭立ての戦車に乗って画面中央の海上を走っている。
画面左前景の槍を掲げる女性像は寓意としての「スペイン」であり、画面右で彼女に向って身をかがんでいる女性は「宗教」の擬人像と考えられている。スペインの足元に置かれた武具や画面左端のフェリペ2世の紋章が描かれている盾はスペインの軍事力を表し、スペインの背後で剣を構えている女性像は「正義」あるいは「剛毅」の擬人像と考えられる。一方「宗教」の足元には彼女の持ち物である聖杯や十字架が置かれているが、海上のトルコ人の男性像（おそらくネプトゥヌス）はオスマン帝国の脅威を表わしており、「宗教」の背後の蛇は別の脅威であるプロテスタントによって「宗教」が脅かされていることを象徴している。最も謎めいた画面左端の人物はおそらくフェリペ2世の異母兄弟で、レパントの海戦で連合艦隊を指揮したドン・フアン・デ・アウストリアと考えられている。
制作年代については、スペイン大使のディエゴ・グスマン・デ・シルバが1575年9月24日にフェリペ2世に宛てた手紙の中で本作品について言及しているため、レパントの海戦が行われた1571年10月から、1575年9月のスペイン大使の手紙までの間に制作されたと考えられている。

ただし、本作品の制作自体はレパントの海戦以前に遡ると考えられている。ジョルジョ・ヴァザーリは、レパントの海戦の5年前の1566年に、本作品とよく似た構図の作品がティツィアーノの工房に置かれていたのを目撃している。ヴァザーリはその作品を次のように記している。
この記述から、本作品はすでにあったキャンバスの構図を転用して制作されたことがうかがわれる。この未完成の作品は「支配者に自らを託す苦悩するフェラーラ」を意味していたらしい。そこでティツィアーノは2人の女性像の役割を変え、ネプトゥヌスを敗走するトルコ人に変更し、さらに武具やフェリペ2世の紋章、聖具を描き加えることで、まったく異なる意味を持つ作品を描き上げた。
もっとも、本作品はヴァザーリの言うところの未完成の作品に直接加筆されたものではない可能性がある。この作品は複数のバージョンが知られており、そのうちの1つ『帝国によって救われた宗教』（La Religione salvata dall'Impero）は1568年に神聖ローマ皇帝マクシミリアン2世に送られている。このバージョンはその後失われたが、同年に制作されたジュリオ・フォンタナの複製版画によってその図像が残されており、ほとんど同一のものであることが分かっている。また別のバージョンがドーリア・パンフィーリ美術館に所蔵されているが、X線撮影を用いた科学的調査によって、背景のトルコ人などの部分に加筆の形跡がないことが判明している。現在、一般的にアルフォンソ1世のために制作されたが未完成のまま放置され、のちに加筆された作品はプラド美術館の作品であると考えられている。しかし、その一方でマクシミリアン2世に送られた作品を未完成作に加筆されたバージョンと考える説もある。この説はジュリオ・フォンタナが残した版画の図像のほうがヴァザーリの記述により近いことを根拠としている。複製版画では「スペイン」に当たる「帝国」像はチュニックを着て、槍ではなく旗を掲げており、背後の女性は剣ではなく平和を象徴するオリーブの枝を持っている。海上では海の女神アンピトリテが描かれている。

## 来歴
絵画はフェリペ2世によってマドリードのアルカサル宮殿に送られた。1839年にプラド美術館に収蔵された。